# Neomorpha
Neomorpha är ett släkte av insekter. Neomorpha ingår i familjen syrsor.
Kladogram enligt Catalogue of Life:
| Neomorpha | \| \| Neomorpha cearensis \| \| \| \| \| \| Neomorpha nova \| \| \| \| |
|           | \| \| Neomorpha cearensis \| \| \| \| \| \| Neomorpha nova \| \| \| \| |
|           | Neomorpha cearensis                                                    |
|           |                                                                        |
|           | Neomorpha nova                                                         |
|           |                                                                        |